# Miłości ślad
Miłości ślad – dwupłytowy album polskiej piosenkarki Eleni, wydany w 2013 roku nakładem wydawnictwa muzycznego Pomaton EMI.
Album miał swoją premierę 19 marca 2013 roku, po ponad dziesięciu latach od ukazania się poprzedniego krążka „Coś z Odysa”. Wszystkie utwory utrzymane są w charakterystycznej dla piosenkarki stylistyce greckiej. W powstaniu albumu współpracowali muzycy: Aleksander Białous (gitara akustyczna, saz, instrumenty klawiszowe), Andrzej Ellmann (gitara akustyczna, instrumenty klawiszowe), Mariusz Rybicki (gitara elektryczna, instrumenty klawiszowe), Thanos Andrias (buzuki, saz, gitara akustyczna, baglamas), Jannis Sinnanis (buzuki, dzuras, oud), Kostas Dzokas (buzuki), Jarosław Buczkowski (akordeon), Krzesimir Dębski (skrzypce), Piotr Kałużny (fortepian), Zbigniew Wrombel (bas), Krzysztof Przybyłowicz (perkusja), Maciej Szymański (fortepian, instrumenty klawiszowe), Filip Wałcerz (fortepian), Barbara Szelagiewicz (skrzypce), Aleksandra Walczak (wiolonczela).

## Lista utworów
Album składa się z dwóch krążków. Na pierwszym znajdują się następujące utwory: 
| 1. | "Aleksandria"                                       | 4:02  |
|    | - muzyka: Kostas Dzokas, tekst: Lech Konopiński     |       |
| 2. | "Najdalsza gwiazda"                                 | 3:42  |
|    | - muzyka: Thanos Andrias, tekst: Kostas Dzokas      |       |
| 3. | "Wirtualny świat"                                   | 3:44  |
|    | - muzyka: Andrzej Ellmann, tekst: Jacek Bukowski    |       |
| 4. | "Bez pochmurnych słów"                              | 3:27  |
|    | - muzyka: Mariusz Rybicki, tekst: Jacek Bukowski    |       |
| 5. | "Moje nutki"                                        | 3:48  |
|    | - muzyka: Aleksander Białous, tekst: Jacek Bukowski |       |
| 6. | "Ty jesteś dla mnie"                                | 3:01  |
|    | - muzyka: Thanos Andrias, tekst: Kostas Dzokas      |       |
| 7. | "Gdy przyjdzie jesień"                              | 3:27  |
|    | - muzyka: Andrzej Ellmann, tekst: Jacek Bukowski    |       |
| 8. | "Weź ze sobą wspomnień garść"                       | 3:17  |
|    | - muzyka: Andrzej Ellmann, tekst: Kostas Dzokas     |       |
| 9. | "Bądź dla innych"                                   | 3:44  |
|    | - muzyka: Aleksander Białous, tekst: Jacek Bukowski |       |
|    |                                                     | 32:12 |
|    |                                                     |       |
Na drugim krążku ukazały się:
| 10. | "A jednak"                                         | 2:40  |
|     | - muzyka: Andrzej Ellmann, tekst: Lech Konopiński  |       |
| 11. | "Ślę Ci ten list"                                  | 3:46  |
|     | - muzyka i tekst: Kostas Dzokas                    |       |
| 12. | "Nasze sms-y"                                      | 3:58  |
|     | - muzyka: Seweryn Krajewski, tekst: Jacek Bukowski |       |
| 13. | "Świat jest taki jak my"                           | 3:25  |
|     | - muzyka: Seweryn Krajewski, tekst: Jacek Bukowski |       |
| 14. | "Zostawiłam miłości ślad"                          | 4:13  |
|     | - muzyka i tekst: Filip Wałcerz                    |       |
| 15. | "Gdy tę rzewną nucę pieśń"                         | 4:07  |
|     | - muzyka: Stavros Fotiadis, tekst: Kostas Dzokas   |       |
| 16. | "Nie spocznę nim znajdę"                           | 4:01  |
|     | - muzyka: Stavros Fotiadis, tekst: Kostas Dzokas   |       |
| 17. | "Eleni zwą mnie"                                   | 4:15  |
|     | - muzyka: Stavros Fotiadis, tekst: Kostas Dzokas   |       |
|     |                                                    | 30:25 |
|     |                                                    |       |